# Johannes Müller (Kartograf)

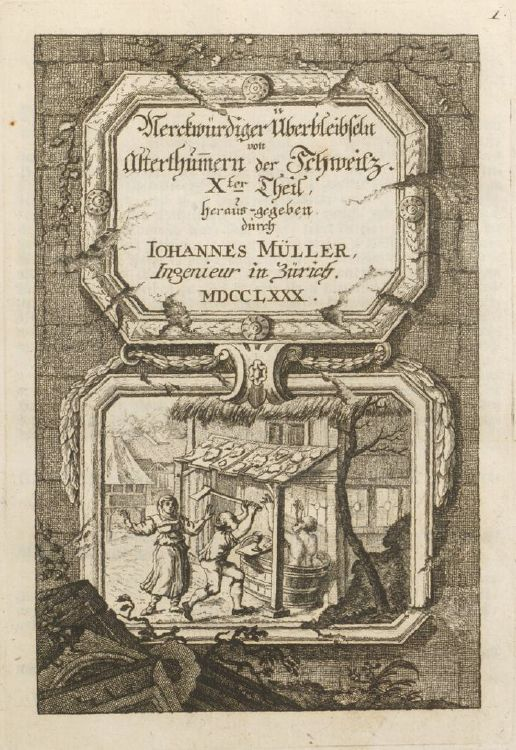
Frontispiz von Band 10 der Merckwürdiger Überbleibseln …, 1780

Johannes Müller  (geb. 14. Januar 1733 in Zürich; gest. 8. April 1816 ebenda) war ein Schweizer Kartograf und Herausgeber.
Müller, der Sohn eines Zürcher Schneiders, erhielt nach autodidaktischen Anfängen mit 20 Jahren 1753 bis 1754 eine Ausbildung im Ingenieurkorps der französischen Armee in Sélestat und Strasbourg. 1756 war er in Zürich obrigkeitlicher Ingenieur, 1785 Wachtschreiber, 1789 Ingenieurleutnant. Er unterrichtete in mathematischen Fächern und gab den Zürcher Taschenkalender heraus, 1759 bis 1804 unter dem eigenen Namen. 1773 bis 1783 veröffentlichte er die zwölfbändige archäologische Sammlung Merckwürdige Überbleibsel von Alterthümeren an verschiedenen Orthen der Eydtgenoschafft…
Müller kopierte, neben einer Vielzahl anderer Werke, die Pläne der Gygerkarte, eines Planwerks im Massstab 1:32'000 aus dem 17. Jh. Sein Hauptwerk ist der sogenannte Müllerplan, den er zusammen mit einem handschriftlichen Kommentarband auf 20 Blättern im Massstab 1:916 veröffentlichte und der einen Eindruck des Baubestandes des mittelalterlichen Zürichs vermittelt.

## Werke (Auswahl)
- Merckwürdige Überbleibsel von Alterthümeren an verschiedenen Orthen der Eydtgenoschafft…, Zürich 1773–1783, doi:10.3931/e-rara-32521